# Paperino compie gli anni
Paperino compie gli anni (Donald's Happy Birthday) è un film del 1949 diretto da Jack Hannah. È un cortometraggio animato realizzato, in Technicolor, dalla Walt Disney Productions, uscito negli Stati Uniti l'11 febbraio 1949 e distribuito dalla RKO Radio Pictures. In Italia è stato in seguito riedito coi titoli Buon compleanno, Paperino! e Il compleanno di Paperino.

## Trama
Si avvicina il compleanno di Paperino e i suoi nipoti Qui, Quo e Qua vogliono trovare qualcosa da regalargli, optando per una scatola di sigari; tuttavia, ritrovandosi senza denaro, chiedono a Paperino una paghetta in cambio di qualche lavoro domestico. Paperino acconsente ma, dopo aver consegnato loro il denaro, glielo fa inserire in un salvadanaio-cassaforte. I nipotini con una serie di stratagemmi tentano allora di recuperare il denaro, alla fine riescono nel loro intento e vanno dal tabaccaio. Paperino fraintende le intenzioni dei ragazzi e, credendo che abbiano comprato i sigari per loro, li punisce facendogliene fumare molti contemporaneamente. Rimasto infine con la scatola vuota, Paperino vi trova il biglietto d'auguri del suo compleanno. Rendendosi finalmente conto della sua malafede e della sua ingiustizia verso i nipoti, Paperino rimpicciolisce per la vergogna e scappa via.

## Censura
La scena in cui Paperino obbliga i nipoti a fumare è stata rimossa dai passaggi TV del corto negli USA. 

## Distribuzione

### Edizione italiana
Il corto fu distribuito nei cinema italiani il 15 luglio 1961 e venne abbinato al film La rivincita di Zorro. Il corto fu poi ridistribuito nei cinema, il 7 agosto 1975, abbinato al film L'isola sul tetto del mondo con il titolo Buon compleanno, Paperino!. Nel 1994 il corto fu doppiato dal Gruppo Trenta per l'inclusione nelle VHS Paperino 60 anni di allegria e VideoParade vol. 20. Tale doppiaggio venne utilizzato nelle varie successive occasioni.

### Cinema
- La rivincita di Zorro (15 luglio 1961)[1][2]
- L'isola sul tetto del mondo (7 agosto 1975)[3]

### Edizioni home video

#### VHS
- Paperino 60 anni in allegria (settembre 1994)[5]
- VideoParade vol. 20 (settembre 1994)[6]
- Paperino campione di allegria (ottobre 2001)[7]

#### DVD
Il cortometraggio è incluso nel DVD Walt Disney Treasures: Semplicemente Paperino - Vol. 3.

## Curiosità
Il compleanno di Paperino, in questo cortometraggio, è indicato come il 13 marzo, sebbene Paperino sia stato creato il 9 giugno. 